# Point de France
Point de France, ursprungligen benämning på spetsar med sydd botten men blev så småningom synonymt med Alençonspets